# Nino Savarese
Nino Savarese (Castrogiovanni, 11 settembre 1882 – Roma, 8 gennaio 1945) è stato uno scrittore italiano.
Fu uno dei principali scrittori del rondismo, durante il ventennio fascista.

## Biografia
Dopo le medie a Castrogiovanni, frequentò l'agrario di Caltagirone, senza ottenere il diploma. Nel 1908 si trasferì a Palermo e l'anno successivo a Roma. Di quello stesso anno è il suo primo dramma teatrale, O massaru riccu. Lì frequentò l'ambiente della rivista La Ronda.
Divenuto romanziere di fama nazionale, le sue opere sono contraddistinte da una prosa "rondesca", che interpreta in chiave lirica la realtà. Tra i suoi numerosi romanzi, si ricordano L'altipiano (1915), Malagigi (1929), Storia di un brigante (1931), Rossomanno (1935), I fatti di Petra (1937), Il capo popolo (1940)
Parallelamente all’attività di narratore, Savarese si dedicò al giornalismo (La Fiera letteraria, il Giornale di Sicilia, Nuova Antologia, La Gazzetta del popolo), privilegiando la promozione culturale della Sicilia. 
Nel 1940 pubblicò Cose d'Italia, raccolta di articoli giornalistici. Lasciò in Cronachetta siciliana dell'estate 1943 (pubblicato postumo nel 1945) un interessante diario dello sbarco in Sicilia delle truppe americane e dei bombardamenti (compreso quello di Enna) che ne seguirono mentre gli italo-tedeschi battevano in ritirata. Rientrato a Roma nel novembre del 1944 morì poco dopo.
Tra il 2017 e il 2019 la trilogia composta da Rossomanno, I fatti di Petra e Il capo popolo è stata ripubblicata dalla casa editrice siciliana il Palindromo; per gli stessi tipi nel 2020 è stata pubblicata una nuova edizione di Malagigi.
Un premio letterario a lui intestato dal 1961 ebbe un percorso trentennale, patrocinato dalla Regione Siciliana in collaborazione con il Comune di Enna e l'Università di Catania: premiati, fra gli altri, Leonardo Sciascia, Angelo Fiore, Fausta Cialente, Giorgio Saviane, Enzo Lauretta.

## Opere
- Le novelle dell'oro, Pierrot, Napoli, 1912.
- L'altipiano, Novissima, Roma, 1915.
- Pensieri e allegorie, Vallecchi, Firenze, 1920.
- Ploto, l'uomo sincero, Treves, Milano, 1922.
- Ricordi di strada, Campitelli, Foligno, 1922.
- Gatteria, Aquino, Roma, 1925.
- Malagigi, Lunario siciliano, Roma, 1929; il Palindromo, Palermo, 2020.
- La goccia sulla pietra, Buratti, Torino, 1930.
- Storia di un brigante, Ceschina, Milano, 1931.
- La Sicilia, Novissima, Roma, 1931.
- Il morto alla finestra, Nuova antologia, 16 ottobre 1932,
- Storie e fantasie, Ceschina, Milano, 1932.
- Operette, Quaderni di Novissima, Roma, 1933.
- Rossomanno, Ceschina, Milano, 1935; il Palindromo, Palermo, 2018.
- Singolari avventure, Carabba, Lanciano, 1936.
- I fatti di Petra, Ceschina, Milano, 1937; il Palindromo, Palermo, 2017.
- Congedi, Cremonese, Roma, 1937.
- Sul romanzo italiano, Sandron, Palermo, 1938.
- Nostra terra, Istituto Nazionale Cultura Fascista, Roma 1939.
- Il capo popolo, Ceschina, Milano, 1940; il Palindromo, Palermo, 2019.
- Cose d'Italia, Parenti, Firenze, 1940.
- Ricerca di un'ombra, Sansoni, Firenze, 1942.
- Cose d'Italia con l'aggiunta di alcune cose di Francia, Tumminelli, Roma, 1943.
- Cronachetta siciliana dell'estate 1943, Sandron, Roma, 1945 e Sciascia, Caltanissetta, 1963.
- L'altipiano, 2 Edizione, Garzanti, Milano, 1948,
- Novelle d'ogni sorte, Ceschina, Milano, 1960.
- La semina nella bufera, Ceschina, Milano, 1960.
- La goccia sulla pietra e altre operette, Sciascia, Caltanissetta, 1962.
- Favole drammatiche, Sciascia, Caltanissetta, 1962.